# Castillo de Montbuy
El Castillo de Montbui, también llamado Castillo de la Tossa o Castillo de la Tossa de Montbui, es un castillo ubicado en la cima de la Tossa de Montbui, a pocos metros de la iglesia de Santa Maria de la Tossa, en el término municipal de Santa Margarita de Montbuyi, Barcelona, España.
Está en una magnífica atalaya, desde donde hay una amplia panorámica de la cuenca de Òdena. Su situación es estratégica para el control del paso natural que hay entre la sierra de Miralles y la de Ancosa. Este castillo se encuentra en el extremo este de la sierra de Miralles en la que encontramos otros dos castillos que consolidaban dicho paso: uno en medio de la sierra, el de Miralles, y el otro en el extremo occidental, el de Queralt. Enfrente, mirando al sur, en la sierra de Ancosa hay otros castillos desde los que se puede vigilar este paso natural que lleva a la cuenca del Gaià, como son el de Mediona, el de Orpí y el de Vilademàger.

## Historia

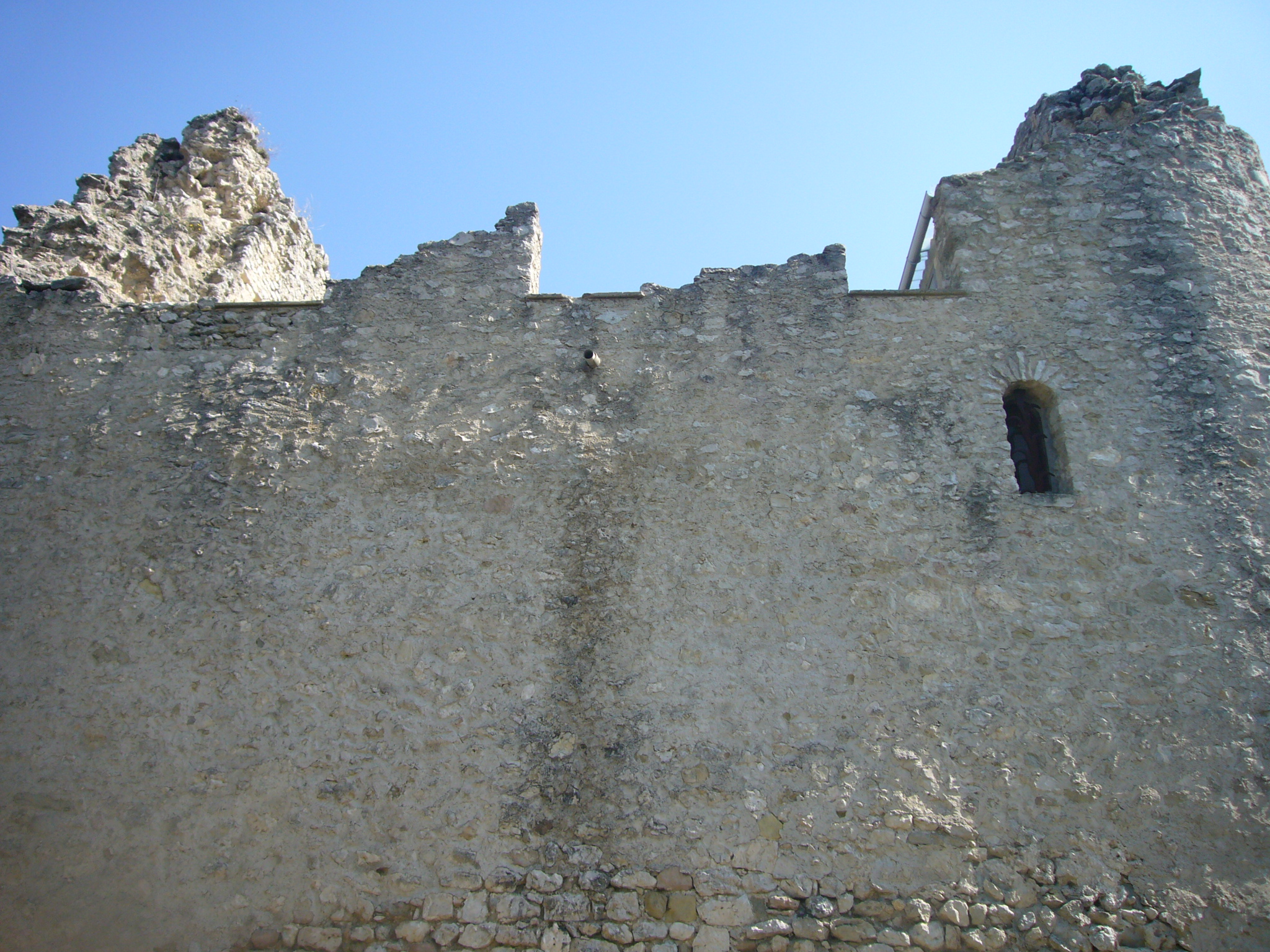
Fachada oeste del castillo

Todo el sector de Noya, tierra fronteriza del condado de Osona-Manresa, fue aprisado por Wifredo el Velloso, con primeros indicios del conde Sunyer (911-47). El castillo de Montbui, que inicialmente tenía como sufragáneos los castillos de Ocelló, de Saió, y de Tous, consta en el año 936 como organizado. El conde Borrell II lo cedió el año 970 al obispo Ató de Vich. Las primeras noticias de la iglesia datan de 972 y 993, cuando el obispo Fruiá alzó, en la cima de Montbui, un nuevo castillo y una iglesia, pero esta quedó inacabada a causa de una fuerte sequía que hizo emigrar los repobladores del lugar.
En el año 1023 el obispo Abad Oliba enfeudó la fortaleza al levita Guillem d'Oló, o de Mediona, que repobló definitivamente el término, restauró el castillo y acabó la iglesia o bien en construyó una nueva. El 1034 Guillem de Mediona murió luchando contra los sarracenos y al año siguiente la iglesia, con funciones parroquiales, fue consagrada por el obispo Oliba. La fortaleza continuó bajo el alto dominio de la mitra de Vich, pero tenía castellanos, como la familia Montbui, desde el 1139. Posteriormente, los obispos enfeudaron el castillo a la familia vizcondal de Cardona, pero los castellanos continuaban siendo los Montbui.
Las relaciones entre los obispos de Vich, los Cardona y los Montbui no siempre fueron tranquilas. Por esta razón, el obispo Berenguer de Guardia vendió el dominio directo del castillo de Montbui al rey Jaime II de Aragón, el Justo, con la promesa de que no lo separaría nunca de la corona. Sin embargo, el año 1322 el rey vendió el dominio directo de los Cardona, junto con los castillos de Ocelló, Ódena y el Espelt, que formaron el centro de la baronía de Òdena, rodeando la villa real de Igualada.
En 1399 el somatén de Igualada atacó el término de Montbui, donde se había refugiado gente que había delinquido a la villa. En represalia, el conde de Cardona prohibió a sus vasallos que acudieran a comerciar en Igualada. Avanzado el siglo XV, los Cardona vendieron el término a los Montbui, que se convirtieron en barones de Montbui. A mediados del siglo XVI, la baronía pasaba a Lanuza, de la casa condal de Plasencia, y sus sucesores tuvieron el dominio del sitio hasta la extinción de los señoríos en el siglo XIX.
El año 1614 la iglesia del pueblo fue erigida en parroquia, y Santa Maria pasó a ser sufragánea, hasta que en 1828 se convirtió en santuario. Las guerras de los siglos XIX y XX dañaron el edificio. En 1954 se constituyó el Patronato de la Tossa, que, con la colaboración de la Diputación de Barcelona, rehabilitó el santuario y el castillo, donde arregló una sala para exposiciones y actos diversos, y un pequeño museo.

## El edificio

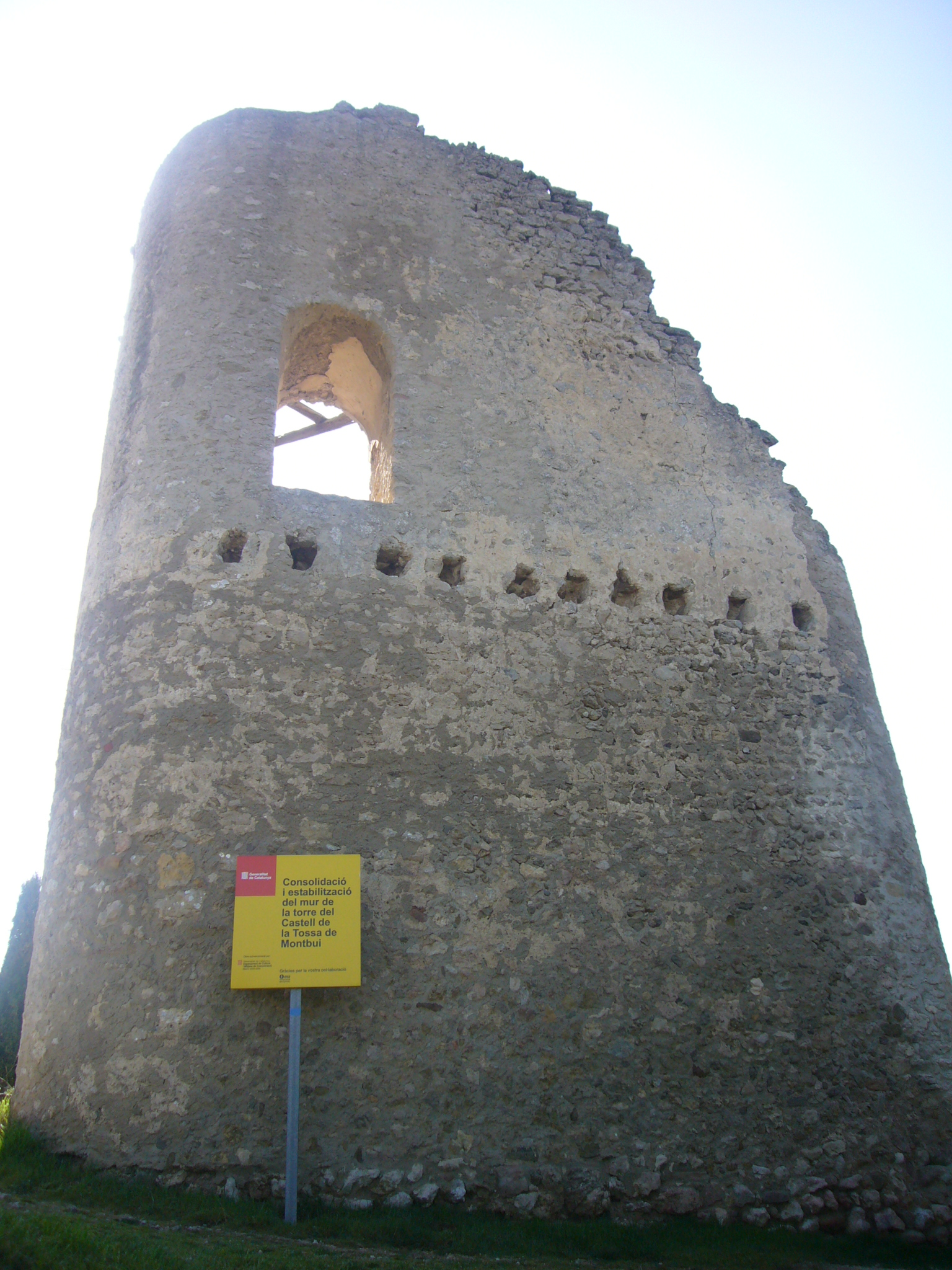
Vista del muro norte del castillo

Los restos de este castillo del siglo X se alzan, bien visibles, junto a la iglesia, en la cima de la Tossa, desde donde obtenemos una magnífica vista de toda la cuenca de Òdena y las montañas que la rodean. La planta de la fortaleza es rectangular, con los ángulos redondeados. Los muros tienen unos 2 m de espesor y han sido hechos, en gran parte, con un aparejo irregular, de pequeños bloques de piedra sólo desbastados, unidos con un mortero de cal. Se encuentran algunas hiladas de «opus spicatum», y en la parte superior unas hiladas más regulares, correspondientes a una ampliación del siglo XI.
El interior del castillo, modificado por las restauraciones, se organiza a partir de una planta baja, desdoblada en un recibidor y una sala que está cubierta por una bóveda de medio punto, con una apertura al centro. El nivel superior inmediato queda cerrado sólo para las paredes, donde podemos observar unos agujeros que seguramente debían incluir las vigas de los techos de madera. La puerta de entrada original se encuentra elevada al nivel del primer piso, a modo de ventanal. El acceso actual se hace por una puerta abierta al mismo nivel, y al lado hay otra de pequeñas dimensiones. Estas puertas, situadas al este, y las ventanas distribuidas en cada fachada terminan en un arco de medio punto.